# Alok Sharma
Alok Sharma (ur. 7 września 1967 w Agrze) – brytyjski polityk, członek Partii Konserwatywnej, przewodniczący Konferencji Organizacji Narodów Zjednoczonych w sprawie zmian klimatu, od 2021 minister stanu w kancelarii rządu. W celu objęcia stanowiska przewodniczącego konferencji klimatycznej zrezygnował za stanowiska ministra handlu i przemysłu. Od 2010 poseł do Izby Gmin z kręgu wyborczego Reading West.

## Życiorys
Jest Brytyjczykiem hinduskiego pochodzenia, rodzina wyemigrowała do Wielkiej Brytanii gdy miał 5 lat i osiadła w Reading.
Studiował fizykę i elektronikę na Uniwersytecie Salfordzkim.
W 2010 roku został wybrany posłem do Izby Gmin z okręgu Reading West. Uzyskał reelekcję w 2015, 2017 i 2019 roku.
W latach 2016–2019 pełnił średniego szczebla funkcje w kilku ministerstwach, między innymi odpowiadał za mieszkalnictwo i wypowiadał się w imieniu rządu w Izbie Gmin w sprawie pożaru londyńskiego wieżowca Glenfell Tower.
24 lipca 2019 został mianowany ministrem rozwoju międzynarodowego w pierwszym gabinecie Borisa Johnsona. Po zmianach w gabinecie w 2020 roku 13 lutego 2020 objął stanowisko ministra handlu i przemysłu, z którego zrezygnował 8 stycznia 2021 by zostać przewodniczącym Konferencji Organizacji Narodów Zjednoczonych w sprawie zmian klimatu, zachowując jednocześnie stanowisko w rządzie jako minister stanu w kancelarii rządu.
Nie kandydował w wyborach parlamentarnych w 2024.

## Życie prywatne
Jest żonaty, ma dwie córki. Mieszka w Reading.